# Берлин, Андреас
Андреас Берлин (швед. Andreas Berlin; 20 мая 1746, Нора — 12 июня 1773, Îles de Los) — шведский ботаник и врач, один из «апостолов Линнея».

## Биография
Андреас Берлин родился в провинции Онгерманланд 20 мая 1746 года. Получил образование в Уппсальском университете. Его учителем был выдающийся шведский учёный Карл Линней. 17 декабря 1766 года он защитил диссертацию на тему «Usus muscorum». В 1772 году Андреас Берлин отправился в Лондон, чтобы продолжить обучение у Даниэля Соландера. В 1773 году он участвовал в экспедиции по Западной Африке. Андреас Берлин умер в Гвинее 2 июня 1773 года.

## Почести
Даниэль Соландер назвал в его честь род растений Berlinia Sol. ex Hook.f. семейства Бобовые (лат. Fabaceae).